# Don Yannias
Don Yannias (1958) foi nomeado CEO da Encyclopædia Britannica Inc. em 4 de março de 1997, depois de ter sido seu diretor em 1996. Ele foi designado para desenvolver o CD/DVD-ROM da enciclopédia e a versão online da mesma.
Em 1999, Yannias foi nomeado CEO da Britannica.com Inc., quando a companhia foi dividida. Em 19 de maio de 2001, ele foi substituído por Ilan Yeshua, que tinha mais de vinte anos de experiência em softwares educacionais e na indústria editorial. Yannias retornou então a sua carreira anterior, em  gerência de investimentos, mas permanece no quadro de diretores Britannica.
Yannias é graduado com MBA pela Universidade do Estado de Ohio.